# Colorado (Parana)
Colorado – miasto i gmina w Brazylii, w stanie Parana. Znajduje się w mezoregionie Norte Central Paranaense i mikroregionie Astorga.